# Калавана (підрозділ окружного секретаріату)
Підрозділ окружного секретаріату Калавана — підрозділ окружного секретаріату округу Ратнапура, провінції Сабарагамува, Шрі-Ланка. Складається з 33 Грама Ніладхарі.